# Strömpl Gábor
Strömpl Gábor (Nagymihály, 1885. december 12. – Jászvásár, 1945. augusztus 22.) geográfus, térképész, barlangkutató.

## Életrajza
Szegény családból származott. Egyetemi tanulmányait Lóczy Lajos tanítványaként Budapesten végezte. 1909-ben bölcsészdoktor, majd a pozsonyi egyetem földrajzi tanszékének tanársegédje. 1918-ban Bécsben hadi geológiát tanult. Az I. világháború után a budapesti egyetemen a térképezés és morfológia tanára lett. A Honvéd Térképészeti Intézetben tereptant és térképolvasást tanított. 1927-től tényleges katonai szolgálatba lépett, s mint térképész alezredes került szovjet hadifogságba. A fogolytáborban halt meg.

## Tudományos pályafutása
Jelentős földrajzi, térképezési munkái mellett kiemelkedő a magyar föld felszínformáinak feldolgozásában végzett elméleti és gyakorlati tevékenysége, de úttörő munkát végzett a barlangkutatás terén is. Ő volt az első képzett szakember, aki az ország egy-egy nagyobb területét bejárva leírta és feltérképezte az ott található barlangokat. Megkezdte a magyar barlangok nyilvántartását. 1910-ben Zemplén megye barlangjait, 1911-ben az Abaúj-gömöri karsztvidék 77 barlangját, 1912-ben a Vargyas-szurdok, majd 1913-ban Bajmóc környékének barlangjait dolgozta fel. A szakmai nevezéktan megalkotásához a népi kifejezések összegyűjtését javasolta, melyhez az Erdélyben hallottak feljegyzésével mutatott példát. Jelentős volt oktatómunkája.
Írásai 1906-tól kezdődően több ismeretterjesztő és szakfolyóiratban láttak napvilágot. 1927-ben kiadott Térképolvasás című könyve a Testnevelési Főiskola tankönyve lett. Részt vett a hazai turistajelzések kialakításában. Ő volt a fő tervezője az 1938-ban megrendezett Szent István Vándorlás útvonalának is (ez az útvonal lett az Országos Kéktúra kiindulási alapja). Munkatársa volt több turistakalauznak (például az 1934-ben kiadott, Vigyázó János által szerkesztett Budai hegyek részletes kalauza című művet ő dolgozta át) és társszerkesztője volt a Föld és Ember című munkának is. Az első tudományos barlangkutató szervezetnek, a Magyarhoni Földtani Társulat Barlangkutató Bizottságának, majd az önálló Magyar Barlangkutató Társulatnak is alapító tagja volt.
A Magyar Turista Egyesület választmányi tagja (1936–1938), a Magyarországi Kárpát-egyesület választmányi tagja 1926-tól. A Magyar Turista Szövetség a helyneveink megmagyarosítása s megállapítása végett kiküldött állandó bizottságának (1917) és a térképészeti ügyek (1930) előadója, a tanács tagja (1927–1935). Az MTSZ társelnöke (1936), az Útjelző Bizottság elnöke és a Vezetőképző Bizottság tagja (1936–1939). Az MTSZ jubiláris emlékplakett tulajdonosa (1933) és a II. osztályú sport érdemérem tulajdonosa (1944).

## Munkái
- Bukovina felől a Kelemen-havasra. Turisták Lapja, 1906. (18. évf.) 169–175. old.
- A zemplénmegyei szirthegység morfológiája. Földrajzi Közlemények, 1909. (37. köt.) 6. füz. 241–272. oldalak és egy tábla
- J. Kisewetter – Die Meerfernen und Hafenfernen von Österreich-Ungarn. (ismertetés) Földrajzi Közlemények, 1910. (38. köt.) 5. füz. 249. old.
- Rapaics Raymund dr. – Magyarország növényföldrajzi tagozódása. (ismertetés) Földrajzi Közlemények, 1910. (38. köt.) 2. füz. 88. old.
- Az ung-beregi Osztra-hora (1408 m). Turisták Lapja, 1910. (22. évf.) 80–85. old.
- W. R. v. Lozinski – Über die mechanische Verwitterung der Sandsteine im gemäßigten Klima. (ismertetés) Földrajzi Közlemények, 1910. (38. köt.) 5. füz. 247–248. old.
- W. R. v. Lozinski – Versuch einer Charakteristik der Canyontäler. (Ismertetés.) Földrajzi Közlemények, 1910. (38. köt.) 5. füz. 248. old.
- Zemplénmegyei barlangok és sziklaodúk. Földtani Közlöny, 1910. (40. köt.) 9–10. füz. 565–570. (Német nyelven 599–605. old.)
- Erődi Kálmán – A minőségi tavak eredetéről. (Ismertetés.) Földrajzi Közlemények, 1911. (39. köt.) 2. füz. 336–339. old.
- Koch Nándor – Adatok Budapest fő- és székváros altalajának ismeretéhez. (Ismertetés.) Földrajzi Közlemények, 1911. (39. köt.) 3. füz. 156. old.
- Nopcsa Ferenc – Geológiai megfigyelések Herkulesfürdő körül. (Ismertetés.) Földrajzi Közlemények, 1911. (39. köt.) 3. füz. 156. old.
- Pálfy M. – A szarvaskői wehrlittörzs. (Ismertetés.) Földrajzi Közlemények, 1911. (39. köt.) 1. füz. 55. old.
- Schréter Zoltán – A Magy. Földtani Társulat kirándulása Nógrád és Szokolyahuta környékére 1910. máj. 26-án. (Ismertetés.) Földrajzi Közlemények, 1911. (39. köt.) 2. füz. 104. old.
- Schréter Zoltán – A Pestszentlőrincen talált pliocén ősemlős maradványok. (Ismertetés.) Földrajzi Közlemények, 1911. (39. köt.) 3. füz. 156. old.
- Siegmeth Károly – Az aggteleki barlang. (Ismertetés.) Földrajzi Közlemények, 1911. (39. köt.) 1. füz. 55. old.
- Vadász M. Elemér – A duna-balparti idősebb rögök növénytani és földtani viszonyai. (Ismertetés.) Földrajzi Közlemények, 1911. (39. köt.) 1. füz. 54. old.
- Vendl Aladár – Adatok a Duna homokjának ásványtani ismeretéhez. (Ismertetés.) Földrajzi Közlemények, 1911. (39. köt.) 1. füz. 55. old.
- Vendl Aladár – Az alsó-mediterrán rétegek kibukkanása a főváros VII. kerületében a Telep-utcában. (Ismertetés.) Földrajzi Közlemények, 1911. (39. köt.) 3. füz. 156. old.
- Waagen L. – Die unterirdische Entwässerung im Karst. (Ismertetés.) Földrajzi Közlemények, 1911. (39. köt.) 3. füz. 156–157. old.
- Az 1912. évi eddigi földrengések. Bányászati és Kohászati Lapok, 1912. (45. évf. / 1. köt.) 696–697. old.
- Előzetes jelentés az 1911. év nyarán az abauj-gömöri barlangvidéken végzett barlang kutatásokról. Földtani Közlöny, 1912. (42. köt.) 4. füz. 325–330. (Német nyelven 349–355. old.)
- Jelentés az 1911. okt. 29-i kissármási gázkitöréssel kapcsolatosan a környéken végzett szeizmológiai kutatásokról. Bányászati és Kohászati Lapok, 1912. (45. évf. / 1. köt.) 91–97. old.
- Magyarországi földrengések. Bányászati és Kohászati Lapok, 1912. (45. évf. / 2. köt.) 709–712. old.
- A sármási gázkitörések összefüggése. Bányászati és Kohászati Lapok, 1912. (45. évf. / 1. köt.) 585–589. old.
- A Vargyas szurdoka. Brassói Lapok, 1912. Brassó. 137–143. sz.
- A Vargyas szurdoka. Földrajzi Közlemények, 1912. (40. köt.) 8. füz. 223–226. old.
- Vázlatok a Magyar-Karsztból. Turistaság és Alpinizmus, 1912. (2. évf.) 305–311. old.
- Kövesligethy Radó – Wodetzky József – Strömpl Gábor – Böckh Hugó: A sármási gázkút mellett történt robbanásról. Természettudományi Közlöny, 1912. (44. évf.) 551. sz. 326–331. old.
- Barlangok alakulása, pusztulása. Uránia, 1913. (14. köt.) 292–303. old.
- Bekey I. G. – A Pálvölgyi barlangrendszer. (Ismertetés.) Barlangkutatás, 1913. (1. köt.) 4. füz. 180. old.
- Bosznia-herczegovinai útiképek. Turisták Lapja, 1913. (25. évf.) 210–217. és 247–255. old.
- Hefty Gy. A. – Die Tropfsteinhöhle von Liptószentiván. (Ismertetés.) Barlangkutatás, 1913. (1. köt.) 4. füz. 181–182. old. (Német nyelven 205–206. old.)
- Hegymászás a föld alatt. (ismertetés) Barlangkutatás, 1913. (1. köt.) 4. füz. 180–181. old.
- A homoródalmási barlangrendszer és kialakulása. Barlangkutatás, 1913. (1. köt.) 3. füz. 107–116. old. (Német nyelven 133–141. old.)
- Horusitzky H. – Az óbudai barlang. (Ismertetés.) Barlangkutatás, 1913. (1. köt.) 4. füz. 181. old.
- A januárius 20-iki csókai (torontálmegyei) földrengés. Természettudományi Közlöny, 1913. (45. évf.) 572. sz. 206–208. old.
- Kende O. – Statistische zur Anthropo- und Wirtschaftsgeographie in Ungarn. (Ismertetés.) Földrajzi Közlemények, 1913. (41. köt.) 9. füz. 444–445. old.
- A Mezőség délnyugati részének felépítése és arculata. Földrajzi Közlemények, 1913. (41. köt.) 4. füz. 127–132. old.
- Passarge, S. – Physiologische Morphologie. (Ismertetés.) Földrajzi Közlemények, 1913. (41. köt.) 9. füz. 437–440. old.
- A visegrádi Dunaszoros és a pesti síkság fiatalabb kavicstelepei. – Die jüngeren Schotterlager der Visegrader Donau-Enge und der Pester Ebene. Földtani Közlöny, 1913. (43. évf.) 7–9. sz. 328–331. old. (Német nyelven a különszámban 371–375. old.)
- A barlangok nomenklaturája és terminologiája. Barlangkutatás, 1914. (2. köt.) 2. füz. 65–76. old. (Német nyelven 100–102. old.)
- A borsodi Bükk karsztja. Földrajzi Közlemények, 1914. (42. köt.) 2. füz. 79–98. old.
- Földünk vasúthálózata. Földrajzi Közlemények, 1914. (42. köt.) 2. füz. 107. old.
- Geográfiai példák Budapesten és környékén. Földrajzi Közlemények, 1914. (42. köt.) 4. füz. 203–230. old.
- A Kis-Magura és környéke. Földrajzi Közlemények, 1914. (42. köt.) 5. füz. 255–282. oldalak és négy tábla
- Bajmóci barlangok. – Höhlen bei Bajmóc. Barlangkutatás, 1915. (3. köt.) 3–4. füz. 141–148. old. (Német nyelven 180–185. old.)
- A Mezőségen. Turisták Lapja, 1915. (27. évf.) 82–84. és 111–115. old.
- Földrajzi vonatkozások a háborúban. Földrajzi Közlemények, 1916. (44. köt.) 1. füz. 38–47. old., 2. füz. 114–129. old., 3. füz. 181–190. old., 4–5. füz. 260–267. old., 6. füz. 334–339. old.
- A Mezőségen. Turisták Lapja, 1916. (28. évf.) 30–33., 80–83. és 146–158. old.
- Jövő térképeink névrajza. Földrajzi Közlemények, 1917. (45. köt.) 4–5. füz. 204–223. old.
- Lóczy Lajos nyelve. Földrajzi Közlemények, 1920. (48. köt.) 6–10. füz. 85–86. old.
- A magyarság geográfiai öntudata. Földrajzi Közlemények, 1922. (50. köt.) 1–5. füz. 27–32. old.
- A Gömör-tornai karszt hidrológiája. Hidrológiai Közlöny, 1923. (3. évf.) 1. sz. 20–33. old.
- Absolon K. – Führer durch die Macocha und die neuen Tropfsteingrotten Punkwa- und Katharinen-Höhle. (Ismertetés.) Barlangkutatás, 1922–1925. (10–13. köt.) 1–4. füz. 35. old.
- Berg A. – Führer durch die Barbarossa-Höhle im Kyffhäuser. (Ismertetés.) Barlangkutatás, 1922–1925. (10–13. köt.) 1–4. füz. 34–35. old.
- A gömör-tornai karszt csonkamagyarországi barlangjai = Die Höhlen des Gömör-Tornaer Karstes. Barlangkutatás, 1922–1925. (10–13. köt.) 1–4. füz. 55–56. old. (Német nyelven 79. old.)
- Propast Macocha na Moravĕ. (A Macocha-hasadék Morvaországban.) (Ismertetés.) Barlangkutatás, 1922–1925. (10–13. köt.) 1–4. füz. 35–36. old.
- Térképolvasás. Turistaság és Alpinizmus szakkönyvei 6. (A M. kir. Testnevelési Főiskola tankönyve.) Bp. 1927. 248 old.
- A Bükk hegység legmagasabb pontja. Földrajzi Közlemények, 1928. (56. köt.) 9–10. füz. 242. old.
- F. Machatschek – Landeskunde der Sudeten u. West-Karpathen-Länder. Stuttgart, 1927. (Ismertetés.) Földrajzi Közlemények, 1928. (56. köt.) 5–6. füz. 134–135. old.
- Földrajzi nevek írásmódja. Földrajzi szókincsünk. Földrajzi Közlemények, 1928. (56. köt.) 9–10. füz. 230–232. old.
- Földrajzi szótárunk szerkezete. Földrajzi Közlemények, 1928. (56. köt.) 9–10. füz. 239–241. old.
- A Magyar Statisztikai Szeme tartalmas decemberi száma. Földrajzi Közlemények, 1928. (56. köt.) 9–10. füz. 242. old.
- N. Krebs – Die Ost-Alpen u. das heutige Österreich. 2. köt. Suttgart, 1928. (Ismertetés.) Földrajzi Közlemények, 1928. (56. köt.) 5–6. füz. 135–136. old.
- A somoskői bazaltok fényképe. Földrajzi Közlemények, 1928. (56. köt.) 9–10. füz. 241. old.
- Hans Leitner – Die Österreischen Alpen. Leipzig u. Wien. (Ismertetés.) Földrajzi Közlemények, 1929. (57. köt.) 6–7. füz. 117. old.
- Helyneveink vízrajzi szókincse. Hidrológiai Közlöny, 1929. (9. évf.) 1. sz. 113–128. old.
- Légi fényképek a geológiai és hidrológiai kutatás szolgálatában. Hidrológiai Közlöny, 1929. (9. évf.) 1. sz. 139. old.
- Siegfried Passarge – Beschreibende Landschaftskunde. II. kiad. Hamburg, 1929. (Ismertetés.) Földrajzi Közlemények, 1929. (57. köt.) 6–7. füz. 115–116. old.
- Siegfried Passarge – Morphologie der Erdoberfläche. Breslau, 1929. (Ismertetés.) Földrajzi Közlemények, 1929. (57. köt.) 6–7. füz. 115. old.
- Braun G. – Grundzüge der Physiogeographie. II. köt. Leipzig, 1930. (Ismertetés.) Földrajzi Közlemények, 1930. (58. köt.) 9–10. füz. 165–166. old.
- A Bükk forrásai. Turisták Lapja, 1930. (42. évf.) 132–133. old.
- Cholnoky Jenő: Földrajzi és statisztikai Atlasz. Világstatisztika. II. jav. és bőv. kiad. Budapest, 1929. (Ismertetés.) Földrajzi Közlemények, 1930. (58. köt.) 1–3. füz. 30. old.
- Johann Sölch – Die Ostalpen. Breslau, 1930. (Ismertetés.) Földrajzi Közlemények, 1930. (58. köt.) 9–10. füz. 164. old.
- Louis H. – Morphologische Studien in Südwest-Bulgarien. Stuttgart, 1930. (Ismertetés.) Földrajzi Közlemények, 1930. (58. köt.) 9–10. füz. 165. old.
- A Mátra arca. Turisták Lapja, 1930. (42. évf.) 177–179. old.
- A Mátra csevicéi. Turisták Lapja, 1930. (42. évf.) 182–183. old.
- † Supan A. – Grundzüge der Physischen Erdkunde. 3. köt. VII. átdolg. kiad. Berlin–Leipzig, 1927–1930. (Ismertetés.) Földrajzi Közlemények, 1930. (58. köt.) 9–10. füz. 163. old.
- Treitz Péter – Csonka-Magyarország termőtalaja. Budapest, 1929. (Ismertetés.) Földrajzi Közlemények, 1930. (58. köt.) 1–3. füz. 30–31. old.
- A turistatérkép. Turisták Lapja, 1930. (42. évf.) 91–94. old.
- Az Állami Térképészet turistatérképei. Térképészeti Közlöny, 1931. 212–216. old.
- Braun G. – Grundzüge der Physiogeographie. I. Band. Leipzig, 1930. (Ismertetés.) Földrajzi Közlemények, 1931. (59. köt.) 9–10. füz. 202. old.
- S. Passarge – Panoramen afrikanischer Inselberglandschaften. Berlin, 1928. (Ismertetés.) Földrajzi Közlemények, 1931. (59. köt.) 4–5. füz. 92. old.
- Szabad utak – tilos utak. Turisták Lapja, 1931. (43. évf.) 128–130. old.
- A szik geomorfológiája. Földrajzi Közlemények, 1931. (59. köt.) 4–5. füz. 62–74. old. (Német nyelven 107–108. old.)
- Térképolvasás kirándulás közben. Turisták Lapja, 1931. (43. évf.) 285–287. old.
- Turistatérképeink – Térképolvasás. Országos magyar turistakiállítás, Bp. 1931.
- Alpines Handbuch. Brockhaus, Leipzig, 1931. (Ismertetés.) Földrajzi Közlemények, 1932. (60. köt.) 9–10. füz. 172–173. old.
- A folyómente. Turisták Lapja, 1932. (44. évf.) 173–177. old.
- Földrajzi mesterszavak (1. rész). Földrajzi Közlemények, 1932. (60. köt.) 1–3. füz. 20–24. old.
- A Gömör-tornai karszt sorsa. Turisták Lapja, 1932. (44. évf.) 119–120. old.
- Téli tájékozódás. Turisták Lapja, 1932. (44. évf.) 335–336. old.
- Topográfiai tájrajz. M. Kir. Áll.-i Térképészeti Int. Bp. 1932. 198 old.
- Útjelzéseink rendszere. Turisták Lapja, 1932. (44. évf.) 141–147. old.
- A bükki karszt vízrajza. Földrajzi Közlemények, 1933. (61. köt.) 9–10. sz. 285–286. old.
- Dobogókő kilátása. Turisták Lapja, 1933. (45. évf.) 51–53. old.
- Dobogókő neve. Turisták Lapja, 1933. (45. évf.) 61–62. old.
- Térképolvasó vizsga-túrák. Turisták Lapja, 1933. (45. évf.) 90–92. old.
- Treitz Péter – Die Landwirtschaftliche Bodenkarte Ungarns. Berlin, 1933. (Ismertetés.) Földrajzi Közlemények, 1933. (61. köt.) 4–6. sz. 122–123. old.
- Fehér Jolán Antónia – Budapest székesfőváros temetőinek története. Doktori értekezés. Budapest, 1933. (Ismertetés.) Földrajzi Közlemények, 1934. (62. köt.) 10–12. sz. 209. old.
- Kéz Andor – A Duna Visegrádi áttörése. Matematikai és Természettudományi Értesítő. I. köt. 1933, 713–751. (Ismertetés.) Földrajzi Közlemények, 1934. (62. köt.) 7–9. sz. 155–157. old.
- Kilátóképek szerkesztése. Turisták Lapja, 1934. (46. évf.) 129–132. old.
- Reuter Camillo – A Mecsek-hegység területén lévő természetvédelmi helyek kijelölése. A Mecsek Egyesület (Pécs) 1933. évi 43. évkönyve. (Ismertetés.) Földrajzi Közlemények, 1934. (62. köt.) 10–12. sz. 209. old.
- S. Passarge – Wissenschaftliche Ergebnisse einer Reise im Gebiet des Orinoco, Caura und Cuchivero im Jahre 190102. Hamburg, 1933. (Ismertetés.) Földrajzi Közlemények, 1934. (62. köt.) 1–3. sz. 31–32. old.
- Vigyázó János szerk.: Budai hegyek részletes kalauza. Bp. 1934. (A harmadik kiadást Strömpl Gábor dolgozta át.)
- Cholnoky Jenő karsztkutatásai. Le esplorazioni sul Carso del prof. Jenő Cholnoky. Földrajzi Közlemények, 1935. (63. köt.) 9–10. sz. 391–395. old. (Olasz nyelven 395–400. old.)
- Földrajzi védhelyek. (Természeti- és műemlékeink.) Földrajzi Közlemények, 1935. (63. köt.) 1–3. sz. 23–28. old.
- Hegyi gyöngyök. Magyar Turista Élet, 1935. (3. évf.) 23/24. sz. 4. old.
- Bugac. Turisták Lapja, 1936. (48. évf.) 77–80. old.
- A Cserehát. Turisták Lapja, 1936. (48. évf.) 52. old.
- Jellinek János: A Solymári barlang. (Könyvismertetés.) Turisták Lapja, 1936. (48. évf.) 191. old.
- A Máramarosi-havasok. Turisták Lapja, 1936. (48. évf.) 269–271. old.
- Prinz Gyula: Magyar földrajz. I. Magyarország tájrajza. Budapest, 1936. (Ismertetés.) Földrajzi Közlemények, 1936. (64. köt.) 6–7. sz. 111. old.
- Gerecsei tájképek. Turisták Lapja, 1937. (49. évf.) 174–181. old.
- Nyárády Erasmus Gyula – A Tordahasadék. (Ismertetés.) Földrajzi Közlemények, 1937. (65. köt.) 8–10. sz. 233–234. old.
- A Sátorhegység túlsó fele. Turisták Lapja, 1937. (49. évf.) 373–375. old.
- Szögescipők nyomai a Kárpátok bércein. (Ismertetés.) Turisták Lapja, 1937. (49. évf.) 145–146. old.
- Zoltai Lajos – Debrecen vizei. Debrecen, 1935. (Ismertetés.) Földrajzi Közlemények, 1937. (65. köt.) 4–5. sz. 96. old.
- A Jánoshegy és környéke. Pedagógiai Szeminárium, 1938. (8. évf.) 453–461. old.
- Kicsi népek, nagy hegyek. A Felvidék népei. Turisták Lapja, 1938. (50. évf.) 456–458. old.
- Kuthy Sándor (szerk.): Magyar kisebbségi városkönyvek. Révai kiadás. – Sziklai Ferenc: Kassa. – Aixinger László: Pozsony. – Spectator: Arad. (Ismertetés.) Földrajzi Közlemények, 1938. (66. köt.) 4–5. sz. 123. old.
- Az országos kék-jelzés útvonala. Turisták Lapja, 1938. (50. évf.) 41–56. és 119–132. old.
- Reinhard Maack – Geographische und geologische Forschungen in Santa Catharina (Brasilien). Berlin, 1937. (Ismertetés.) Földrajzi Közlemények, 1938. (66. köt.) 4–5. sz. 135. old.
- L’aerofotografia nel servizio della geografia economica. Légi fényképek a gazdaságföldrajz szolgálatában. Földrajzi Közlemények, 1939. (67. köt.) 4. sz. 474–482. oldalak és két tábla (Magyar nyelven 482–483. old.)
- A magyar Felföld. Földrajzi Zsebkönyv, 1939.
- Magyarország földrajzi egysége. – Felvidéki tájak. Felvidékünk – honvédségünk, Bp. 1939.
- Mesterszók gyűjtése. Turisták Lapja, 1939. (51. évf.) 484. old.
- A rozsnyói hegykoszorú. Turisták Lapja, 1939. (51. évf.) 15–17. old.
- A légi fénykép tartalma. Magyar Katonai Szemle, 1940. (10. évf.) 2. negyedév. 387–391. old.
- Magyarország vízborította és árvízjárta területei az ármentesítő és lecsapoló munkálatok megkezdése előtt. A M. kir. Földművelésügyi Minisztérium Vízrajzi Intézete, Budapest, 1940. (Ismertetés.) Földrajzi Közlemények, 1940. (68. köt.) 3. sz. 218–219. old.
- Mauritz Béla (szerk.) – A természet világa. III. A Föld és a tenger. Budapest, 1939. (Ismertetés.) Földrajzi Közlemények, 1940. (68. köt.) 1. sz. 49–50. old.
- Országos Turista Múzeum. Földrajzi Közlemények, 1940. (68. köt.) 4. sz. 304–305. old.
- Polgárdy Géza – A Gerecse és Gete hegység kalauza. Magyarországi útikalauzok, 5. sz. Budapest, 1940. (Ismertetés.) Földrajzi Közlemények, 1940. (68. köt.) 4. sz. 305–306. old.
- A sokoldalú légi fénykép. Földrajzi Zsebkönyv, 1940.
- A tájékozódás alapja. Magyar Katonai Szemle, 1940. (10. évf.) 2. negyedév. 71–76. old.
- Velősy Béla: Természetjárás, térképismeret. Budapest, 1940. (Ismertetés.) Földrajzi Közlemények, 1940. (68. köt.) 2. sz. 143–144. old.
- A légi tájékozódás segédletei. Magyar Katonai Szemle, 1941. (11. évf.) 1. negyedév. 735–738. old.
- Polgárdy Géza – Magyar turista lexikon. Budapest, 1941. (Ismertetés.) Földrajzi Közlemények, 1942. (70. köt.) 4. sz. 220. old.
- Térképolvasás és térképértés. Magyar Katonai Szemle, 1942. (12. évf.) 3. negyedév. 294–298. old.
- A budai hegyek arca. Magyar Turista Élet, 1943. (11. évf.) 6. sz. 1–2. old. 7. sz. 1–2. old.
- Csiszár Sándor – A színtérhatású (anaglif) ábrázolás. Budapest, 1942. (Ismertetés.) Földrajzi Közlemények, 1943. (71. köt.) 2. sz. 149–150. old.
- Határőrző helyneveink. Magyar Katonai Szemle, 1943. (13. évf.) 2. negyedév. 539–543. old.
- Incze Andor – A magyar természeti földrajz fejlődéstörténeti vázlata. Doktori értekezés. Kolozsvár, 1942. (Ismertetés.) Földrajzi Közlemények, 1943. (71. köt.) 1. sz. 74–75. old.
- A Pilis. Magyar Turista Élet, 1943. (11. évf.) 10. sz. 7. old. 11. sz. 3–4. old.
- Polgárdy Géza – Magyar turista irodalom. Budapest, 1942. (Ismertetés.) Földrajzi Közlemények, 1943. (71. köt.) 1. sz. 75. old.
- A Szilicei fennsík. Turista Értesítő, 1943. 8. (18. évf.) 74–75. old.
- Hazánk kialudt vulkánjai. Földrajzi Zsebkönyv, 1944.
- A pelsőci Nagyhegy. A Földgömb, 1944. (15. évf.) 110–115. old.